# Danaini
De Danaini zijn een geslachtengroep van vlinders uit de onderfamilie van de Danainae van de familie van de Nymphalidae. De wetenschappelijke naam is voor het eerst gepubliceerd in 1833 door Jean Baptiste Boisduval.

## Subtribus
- Danaina Boisduval, 1833
- Amaurina Le Cerf, 1921
- Euploeina Moore, 1880
- Itunina Reuter, 1897